# 足形みち
足形みち（あしがたみち）は、広島県尾道市にある足形群。
谷川俊太郎、松崎しげる、久石譲をはじめとする100人以上の有名人の足形を展示している。

## 概要

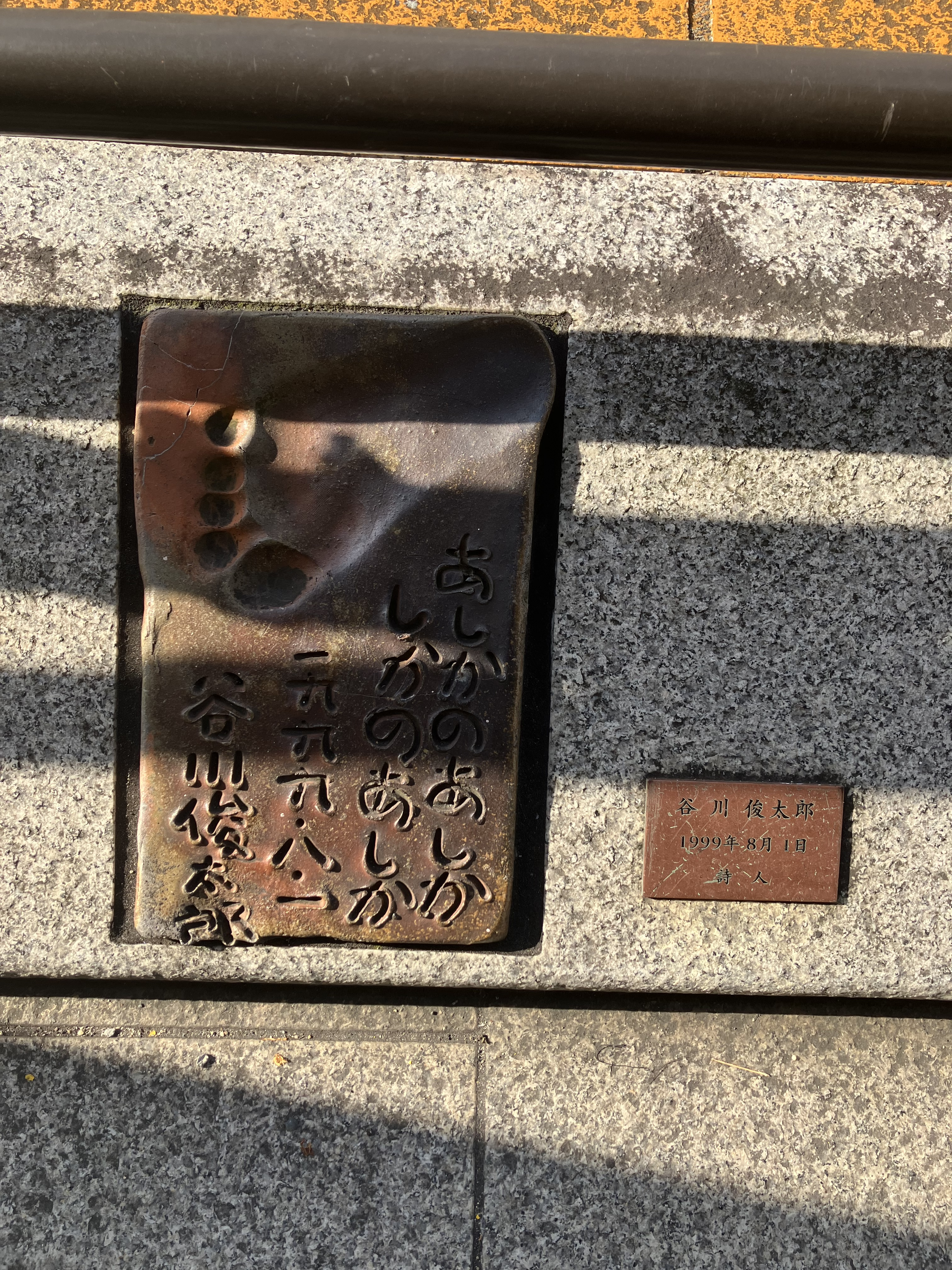
谷川俊太郎の足形

1988年より、「尾道10万人委員会」によって足形が集められた。
足形は備前焼でできており、陶芸家・佐藤苔助によって焼かれている。
2003年から2004年に、観光資源として足形が尾道各所に展示されるようになった。

## 展示場所
- 国道2号歩道
- しまなみ交流館
- 長江口歩道
- ロープウェイ山頂駅
- 千光寺道
- 文学公園
- 鼓岩付近
- 千光寺新道
- 尾道商業会議所記念館

## 足形が展示されている有名人
- 青島広志（ピアニスト）
- 赤瀬川原平（現代芸術家）
- 阿川佐和子（エッセイスト）
- 秋山豊寛（日本初のジャーナリスト宇宙飛行士）
- 芥川麻実子（交通評論家）
- アントニオ古賀（ギタリスト）
- ダーグ・イェエンセン（ファゴット奏者）
- 石井好子（シャンソン歌手）
- 石田桃子（歌手）
- 石井泰行（実業家）
- 石川輝夫（料理人）
- 伊勢崎淳（陶芸家）
- 池坊雅史（華道家）
- 一井健二（美術評論家）
- 今井満（ギタリスト）
- 今中大介（ロードレーサー）
- 妹尾河童（舞台美術家）
- 入江観（画家）
- 栄久庵健司（インダストリアルデザイナー）
- 江戸家子猫（動物の鳴き真似演芸家）
- 恵谷治（ジャーナリスト）
- 遠藤聰（国土開発センター副理事）
- 近江俊郎（歌手）
- 大空眞弓（女優）
- 小倉忠夫（評論家）
- 大塚弘（俳優）
- 大塚文雄（民謡歌手）
- 大野実佐子（民謡歌手）
- 大林宣彦（映画監督）
- 岡山恭崇（バスケットボール選手）
- 奥田晶子（シャンソン歌手）
- 小田部通麿（俳優、住職）
- 金田正一（元プロ野球選手）
- 片岡鶴太郎（俳優）
- 勝野洋（俳優）
- 角川春樹（実業家）
- 亀田良一（元尾道市長）
- 嘉門安雄（美術評論家）
- 河合美智子（女優）
- かわぐちかいじ（漫画家）
- 川崎マサ子（民謡歌手）
- 岸朝子（料理研究家）
- 岸田今日子（女優）
- 岸田夏子（画家）
- 木村芳郎（陶芸家）
- 桐島洋子（作家）
- ケント・ギルバート（タレント）
- スブエン・ファンデア・クイブ（クラリネット奏者）
- 国村千鳥（民謡歌手）
- 栗塚旭（俳優）
- 黒田和哉（北大路魯山人の鑑定家）
- 早乙女貢（小説家）
- 坂田明（サックス奏者）
- さだやす圭（漫画家）
- 佐藤純彌（映画監督）
- 皿谷緋佐子（陶芸家）
- 残間里江子（メディアプロデューサー）
- 三遊亭小金馬（落語家）
- 重廣恒夫（登山家）
- 島田康寛（美術評論家）
- 清水卯一（陶芸家）
- 下元勉（俳優）
- 新藤兼人（映画監督）
- 杉浦康平（グラフィックデザイナー）
- 杉山邦博（アナウンサー）
- 鈴木瑞穂（俳優）
- Dステファニー（ピアニスト）
- 高橋英一（料理人）
- 高橋玄洋（脚本家）
- 高橋英樹（俳優）
- 高山厳（歌手）
- 田口信教（元競泳選手）
- 龍村仁（映画監督）
- 谷川賢作（ピアニスト）
- 谷川俊太郎（詩人）
- 田村祥蔵（日経映像社長）
- 俵萌子（評論家）
- 徳山詳直（教育者）
- ウンベル・トクワグリアタ（ピアニスト）
- 永縄真百合（ピアニスト）
- 中林淳真（ギタリスト）
- 中根寛（画家）
- 中村孝明（料理人）
- 西川ヘレン（タレント）
- 野田広志（画家）
- 野々村真（タレント）
- 灰地順（俳優）
- 花田勝治（二子山親方）
- 林英哲（和太鼓奏者）
- 林丈二（イラストレーター）
- 早瀬圭一（ノンフィクション作家）
- 速水宗楽（茶道家）
- 坂東英二（元プロ野球選手、タレント）
- 久石譲（音楽家）
- 平松譲（画家）
- 藤田雄山（元広島県知事）
- 藤本統紀子（エッセイスト）
- 冨士眞奈美（女優）
- 藤山新太郎（マジシャン）
- 藤原雄（陶芸家）
- 福島瑞穂（画家）
- ラインハルト・ホルヒ（オーボエ奏者）
- 松崎しげる（歌手）
- 松田麗子（料理研究家）
- 三木健嗣（ピアニスト）
- 三瀬顕（弁護士）
- 皆川洋一（豆腐職人）
- 宮本文昭（オーボエ奏者）
- 村田慶之輔（岡本太郎美術館館長）
- 村田吉弘（料理人）
- 茂木健一郎（脳科学者）
- 矢形勇（彫刻家）
- 柳沢慎吾（俳優）
- 山本学（俳優）
- 山本譲司（民謡歌手）
- 吉井長三（吉井画廊）
- 吉川精一（アナウンサー）
- 米倉守（美術評論家）
- クラウス・ローラー（ファゴット奏者）
- 渡辺淳一（小説家）
- 渡辺文雄（俳優）